# The Law and the Lady
The Law and the Lady is een Amerikaanse film uit 1951 onder regie van Edwin H. Knopf. De film is gebaseerd op het Engelse toneelstuk The Last of Mrs. Cheyney uit 1925, van Frederick Lonsdale. Destijds werd het in Nederland uitgebracht onder de titel Mylord Steelt Juwelen.

## Verhaal
De film speelt zich af in Londen tijdens de eeuwwisseling. Huishoudster Jane Hoskins wordt onterecht beschuldigd van het stelen van juwelen van haar werkgeefster Lady Sybil Minden. Op het moment dat inspecteur McGraw haar ondervraagt, biecht Mindens zwager Nigel Duxbury op dat hij de dader is. Hij had het geld namelijk nodig als afbetaling, omdat hij onlangs zijn erfenis heeft verloren. Als betuiging van spijt geeft hij haar 200 pond en neemt hij haar mee uit op een chic diner. Hij is onder de indruk van Jane, die zich deftig heeft opgemaakt en nette manieren toont. Hij vraagt haar om zijn zakenpartner te worden in Monte Carlo. Daar doet ze zich voor als een lady en zorgt ze ervoor dat rijke mannen hun geld verliezen aan Nigel.
De politie krijgt al snel oog voor Jane en Nigels praktijken en zet ze uit het land. Ze werken zich vervolgens in San Francisco naar boven op de sociale ladder. Daar kiezen ze de rijke weduwe Julia Wortin uit als hun volgende slachtoffer. Nigel doet zich voor als een arme butler en gaat in dienst bij haar. Ze beramen een complot om een juwelen ketting te stelen, maar het plan lijkt in duigen te vallen als Jane valt voor Julia's buurman Juan Dinas. Dit zorgt niet alleen bij Nigel voor jaloezie, maar ook bankier Tracy Collins. De volgende dag doet Juan een huwelijksaanzoek. Zijn grootmoeder prinses Margarita, de nicht van de koning van Spanje, doet onderzoek en komt erachter dat Jane niet van rijke afkomst is.
Juan wordt hiervan op de hoogste gesteld, maar verbreekt de verloving niet. Diezelfde avond biecht Jane aan Nigel op dat ze verliefd is op Juan en met hem wil trouwen. Hij wenst haar succes en besluit dat ze van hun plan om Julia te beroven moeten afzien. Vlak voordat ze afscheid nemen, zoenen ze elkaar. Jane voelt zich schuldig en belooft hem dat ze de volgende ochtend met hem mee zal gaan als hij vertrekt. Die nacht steelt ze alsnog Julia's juwelen en gooit deze vanaf het balkon naar Nigel. Juan en zijn getuige Panchito zien dit en confronteren haar. Net op het moment dat Juan haar probeert te zoenen, laat hij per ongeluk het alarm afgaan.
Julia arriveert niet veel later in de kamer. Juan verraadt Jane niet en vertelt dat het alarm af ging doordat hij onuitgenodigd haar kamer binnensloop. Nigel verschijnt op dat moment ook ten tonele en onthult de waarheid aan Julia. Nigel en Jane bieden aan uit haar leven te verdwijnen, maar Collins staat erop dat ze gearresteerd worden. Nigel chanteert hem echter met een brief die Collins schreef, waarin hij Julia en Juan belachelijk maakt. De volgende ochtend raadt iedereen Jane aan te trouwen met Juan. Ze wordt boos omdat haar mening niet is gevraagd en krijgt ruzie met Nigel. Juan realiseert zich dat Jane en Nigel van elkaar houden en vertrekt, zodat zij samen gelukkig kunnen zijn.

## Rolbezetting
| Acteur           | Personage                                   |
| ---------------- | ------------------------------------------- |
| Greer Garson     | Jane Hoskins / Lady Jane Loverly            |
| Michael Wilding  | Nigel Duxbury / Lord Henry Minden / Hoskins |
| Fernando Lamas   | Juan Dinas                                  |
| Marjorie Main    | Julia Wortin                                |
| Hayden Rorke     | Tracy Collins                               |
| Margalo Gillmore | Cora Caighn                                 |
| Ralph Dumke      | James Horace Caighn                         |
| Rhys Williams    | Inspecteur McGraw                           |
| Phyllis Stanley  | Lady Sybil Minden                           |
| Natalie Schafer  | Pamela Pemberson                            |
| Anna Q. Nilsson  | Mevrouw Scholmm                             |
| Matt Moore       | Senator Scholmm                             |

## Achtergrond
Het toneelstuk van Frederick Lonsdale werd al twee keer eerder verfilmd als The Last of Mrs. Cheyney, in 1929 met Norma Shearer in de hoofdrol en in 1937 met Joan Crawford. Vlak voor de film in première ging, was de filmstudio Metro-Goldwyn-Mayer in rep en roer, omdat eigenaar Louis B. Mayer met pensioen was gegaan. Het werd na uitbrengst een grote flop en bracht $1.360.000 op. Hiermee leed het een verlies van $395.000.